# Walckenaeria clavipalpis
Walckenaeria clavipalpis là một loài nhện trong họ Linyphiidae. Loài này được tìm thấy ở Hoa Kỳ và Canada.